# Adolf Franz Beck

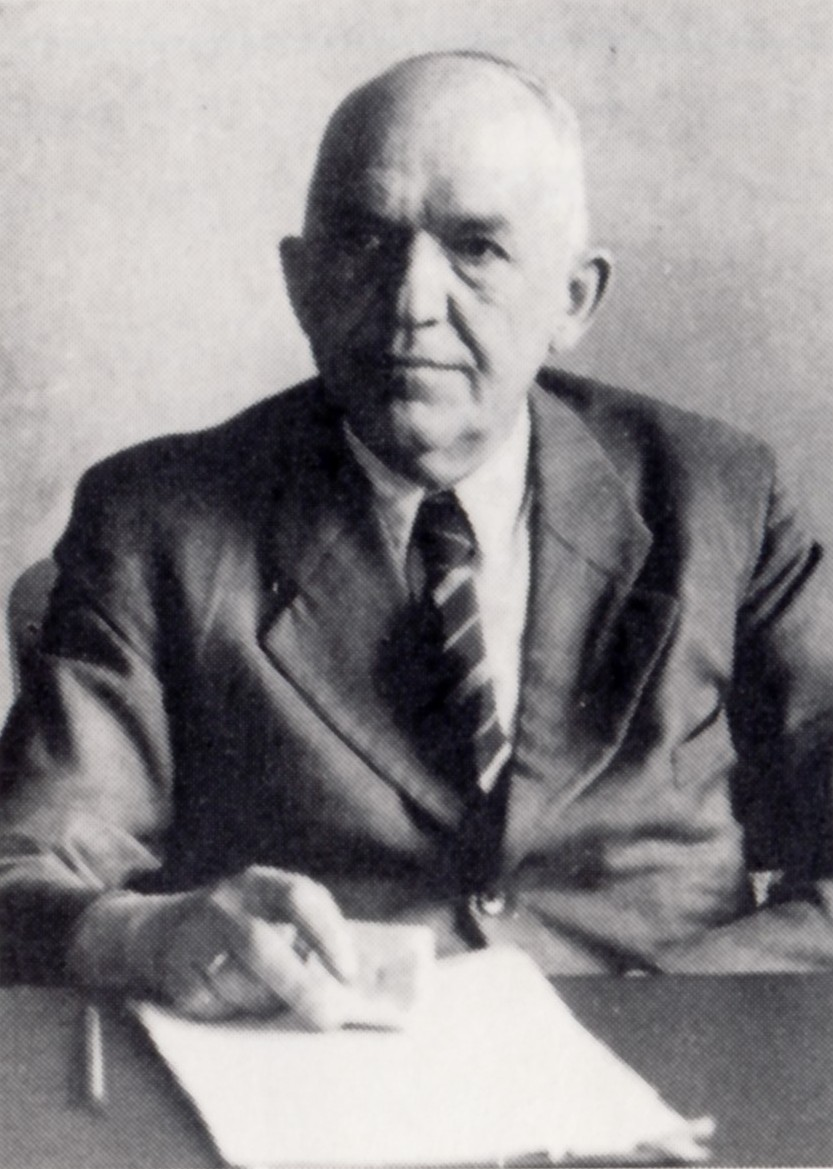
Adolf Franz Beck (1892–1949) – Pionier der Elektrometallurgie

Adolf Franz Beck (* 2. Dezember 1892 in Chicago (USA); † 10. März 1949 in Bad Elster) war ein deutscher Ingenieur und Chemiker.

## Leben

### Ausbildung
Nach Beendigung der Schulzeit trat Beck 1907 als Lehrling in das Chemische Laboratorium der Firma A. Borsig in Berlin-Tegel ein, um den Beruf eines Analytikers zu erlernen. Neben der praktischen Ausbildung besuchte er die Gewerbeakademie Berlin, die er 1911 mit der Berufsbezeichnung „Ingenieur“ abschloss. Im Oktober 1911 trat er in das Analytische Laboratorium der Allgemeinen Elektrizitätsgesellschaft (AEG) in Berlin ein. Doch bereits im Mai 1912 folgte er einem Ruf der Chemischen Fabrik Griesheim-Elektron (CFGE) in Griesheim, wo er eine Tätigkeit im Versuchslaboratorium der Abteilung Elektron-Metall aufnahm.

### Forschen in Bitterfeld
Im Jahr 1915 wurde Beck in die Niederlassung der CFGE nach Bitterfeld versetzt, wo er beim Aufbau des Elektron-Metallwerkes eingesetzt war. Das Interesse und die ganze Tatkraft von A. Beck galten der Entwicklung von Leichtmetallen. 1921/22 machte A. Beck eine bedeutende Erfindung, die als sogenanntes „Schwefelpatent“ (DRP 368 906, DRP 384 137) in die Technikgeschichte einging. 1923 entwickelte A. Beck das Elrasal-Verfahren für die Schmelzbehandlung von Rohmagnesium zur Entfernung von nichtmetallischen Beimengungen (DRP 403 802). 1930 entwickelte A. Beck die seewasserbeständige Al-Mg-Legierung Hydronalium. Aufgrund seiner geringen Korrosionsneigung fand die Legierung ein großes Interesse und wurde im Schiffbau, zum Wasserflugzeugbau und für den Schienenfahrzeugbau eingesetzt.
Das von ihm 1939 herausgegebene Buch „Magnesium und seine Legierungen“ – eine Gemeinschaftsarbeit von 19 Autoren – war 50 Jahre das Standardwerk der Magnesium-Leichtmetall-Metallurgie. 1940 wurde unter der Leitung von Adolf Beck eine Verfahrensentwicklung abgeschlossen, wonach reines Aluminium aus unsortiertem Flugzeugschrott gewonnen werden kann. Nach dem neuen Verfahren konnte reines Aluminium gewonnen werden, was wieder zur Herstellung von Legierungen eingesetzt werden konnte. Dieses Verfahren ging als Beck-Prozess in die Technikgeschichte ein.
Beck beschäftigte sich nach dem Krieg mit der Entwicklung von Lagermetallen für Gleitlager und mit der Entwicklung von Aluminiumbronze. Aufgrund des Mangels an Haushaltsgegenständen nach dem Krieg, entwickelten die Forscher im Metall-Labor in Bitterfeld Alltagsgegenstände jeglicher Art. Ein „…neuer Schlager, …[war] eine E-Metall-Tabakpfeife“, eine Kombination von Elektron-Metall und Igelit (PVC). Mit dem von A. Beck weiterentwickelten anodischen Oxidationsverfahrens konnten die Pfeifenköpfe in verschiedenen Farben eingefärbt werden. A. Beck meldete 65 Patente an.

### Leitungstätigkeit
1925 wurde A. Beck die Leitung der Leichtmetall-Forschung in Bitterfeld übertragen. 1936 wurde A. Beck zum Prokuristen der Firma IG Farben Bitterfeld ernannt und 1937 zum Direktor der gesamten Abteilung Elektron-Metall bestellt. Aufgrund einer gewissen Distanz zu den Nationalsozialisten wurde A. Beck 1941 als Direktor und Leiter der Leichtmetallabteilung abgelöst. Nach dem Krieg bat die sowjetische Kommandantur A. Beck die Werkleitung der Bitterfelder Werke der IG Farben AG zu übernehmen. A. Beck leitete bis zu seinem Tod das Elektrochemische Kombinat Bitterfeld (EKB).

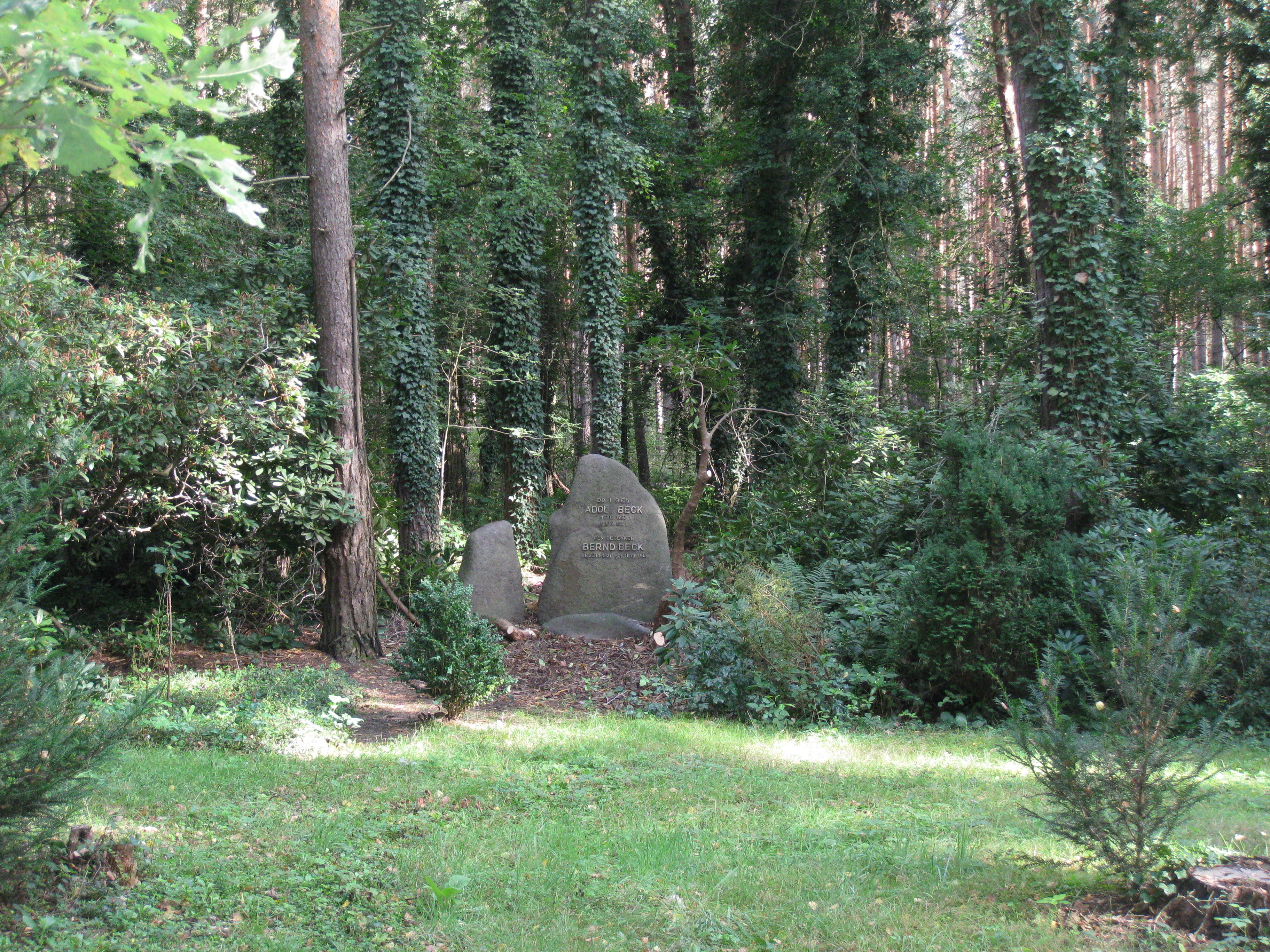
Die Grabstelle von Adolf Beck auf dem Waldfriedhof in Bad Düben

## Wiederinbetriebnahme der Bitterfelder Werke
In einem Brief schreibt Beck am 28. September 1945: „…Die Bitterfelder Werke der I.G. Farbenindustrie AG. haben durch Luftangriffe keine Schäden erlitten. Durch Kampfhandlungen [Beschuß mit Brandmunition] ist lediglich ein Laboratorium vernichtet worden. Außerdem wurde eine große Anzahl von Leitungen getroffen. Die Schäden waren, wenn auch umfangreich, doch nicht wesentlicher Natur und sind in den vergangenen Monaten zum großen Teil beseitigt worden, so daß die Betriebe voll laufen können, sobald die Rohstoff-, Absatz und Transportschwierigkeiten behoben sind. Nur im Magnesium- und Chloratbetrieb sind infolge des plötzlichen Abstellens beim Einmarsch der Amerikaner Schäden entstanden, deren völlige Beseitigung längere Zeit erfordert.“ 1946 begannen in den Bitterfelder Werken die Demontagen durch die sowjetischen Besatzungstruppen. Für A. Beck waren die Monate der Demontagen die „drückendsten und deprimierendsten“ seines Lebens. Anfang des Jahres 1947 hatte das Werk mit 10.000 Angestellten fast wieder den normalen „Friedensausstoß“ erreicht, obwohl die Hauptbasis des Werkes, die Leichtmetall-Produktion, zu fast 100 Prozent zerschlagen war. Auch weitere Neueinstellungen in größerem Stil mussten vorgenommen werden, um die von der sowjetischen Werkleitung geforderten Produktionsziele zu erreichen.

## Ehrungen

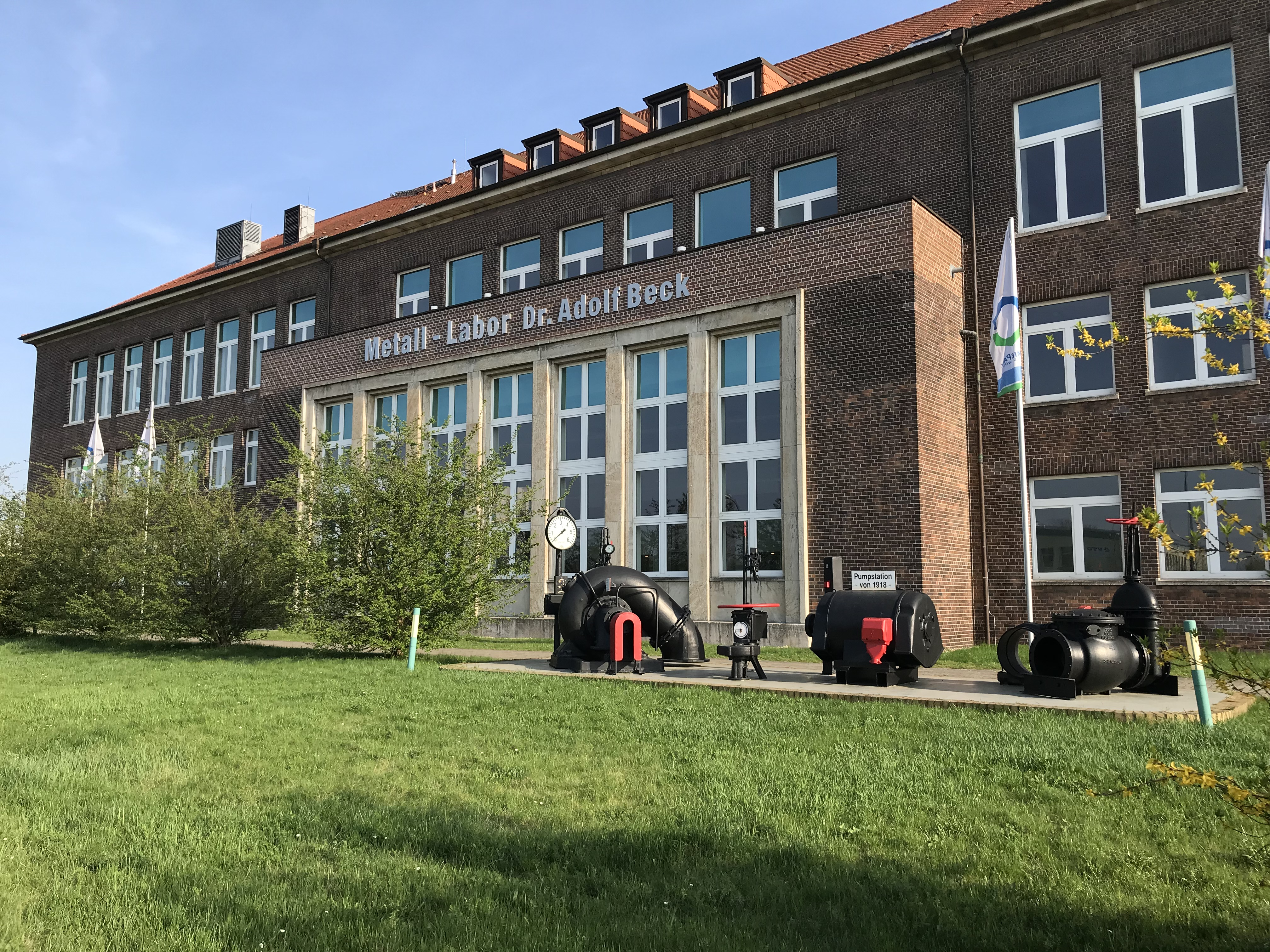
Das Metall-Labor im Chemiepark Bitterfeld-Wolfen trägt den Namen „Dr. Adolf Beck“.

In Anerkennung seiner Verdienste um die Entwicklung der Magnesium- und Aluminium-Legierungen und ihrer Bedeutung für den Flugzeugbau erhielt A. Beck 1938 von der Lilienthal-Gesellschaft für Luftfahrtforschung die Lilienthal-Denkmünze verliehen. Aufgrund seiner fachlichen Kompetenz wurde A. Beck in das Kuratorium des Kaiser-Wilhelm-Institut für Metallforschung (KWI) in Stuttgart berufen.
In Anerkennung seiner besonderen Verdienste für das Hüttenwesen und seiner wissenschaftlichen Leistungen auf dem Gebiet der Metallurgie des Magnesiums wurde ihm 1939 die Ehrendoktorwürde Dr.-Ing. E. h. durch die Technische Hochschule Aachen zuteil. In ehrendem Gedenken an den Pionier der Magnesium-Metallurgie erhielt das Lehrlabor der Betriebsberufsschule des Elektrochemischen Kombinates in Bitterfeld (EKB) 1950 den Namen „Dr. Adolf Beck“ verliehen. Nach 80 Jahren erhielt am 18. April 2018 das Metall-Labor im Chemiepark Bitterfeld-Wolfen den Namen „Dr. Adolf Beck“. Er hatte das Leichtmetall-Laboratorium 1936 maßgeblich geplant und mit einer zukunftsweisenden Rede am 14. Februar 1938 eröffnet. Es war bis 1945 eine der größten und modernsten Leichtmetall-Forschungsanstalten der Welt.